# Takifugu vermicularis
O fugu ou baiacu-vermelho (Takifugu vermicularis) é um peixe-balão do gênero Takifugu. O fugu encontra-se junto ao litoral em zonas onde o mar é pouco profundo e meio fechado e nas áreas baixas doa estuários. A carne seca deste peixe é usada há séculos pela medicina tradicional chinesa e a sua carne crua é uma das iguarias mais famosas da culinária japonesa. O fígado, os ovários e o intestino contêm grandes quantidades de tetrodontoxina (que dá o nome a esta família de peixes-balão - Tetrodontidae), uma das toxinas mais potentes encontradas na natureza. Apesar disso, alguns peixes predadores conseguem consumir estes peixes-balão sem problemas. Esta espécie contem o corpo sem espinhos e raios da barbatana caudal geralmente escuros.